# Raffaele Arié
Raffaele Arié (Sofia (Bulgària), 22 d'agost, 1920 - Ginebra (Suïssa), 17 de març, 1988), va ser un baix búlgar, especialment relacionat amb els repertoris italià i rus, que va néixer a Sofia i va morir a Suïssa.

## Carrera
Arié va debutar a La Scala el 1947, com el rei dels clubs a L'Amour des trois oranges, dirigida per Giorgio Strehler. Va continuar actuant en aquell teatre fins al 1973, a Boris Godunov (com a Varlaam), Prince Igor, The Rake's Progress (com a Trulove, que també va cantar a l'estrena mundial al Teatro La Fenice, davant de Dame Elisabeth Schwarzkopf, 1951), dues obres d'Ildebrando Pizzetti, Eugene Onegin (com el príncep Gremin, amb Ettore Bastianini, Renata Tebaldi i Giuseppe di Stefano), Guillaume Tell (com Walter Furst ), Aida (com a Ramfis, dirigida per Franco Zeffirelli), Faust (amb Mirella Freni), Nabucco (davant d'Elena Souliotis), Rigoletto (com a Sparafucile, amb Piero Cappuccilli, posat en escena per Margherita Wallmann), Maria Stuarda (amb Montserrat Caballé i Shirley Verrett), Linda di Chamounix (amb Alfredo Kraus i Renato Brusoni), i un concert de la Simfonia núm. 14 de Xostakovitx (amb Ghena Dimitrova, a la Piccola Scala).
També va actuar a l'Òpera estatal de Viena, al Festival de Salzburg, al Òpera de París i al Festival d'Ais de Provença.
Si bé el baix mai va aparèixer amb l'Metropolitan Opera, va cantar amb l'New York City Opera, el 1950 i el 1951, a Turandot, Faust, La bohème' , Don Giovanni (com a Leporello), Aida (com a Ramfis, al costat de Herva Nelli) i Manon (com el comte des Grieux).
El 1953, va interpretar a Raimondo Bidebent a Lucia di Lammermoor a Florència, al costat de Maria Callas, Giacomo Lauri Volpi i Bastianini, dirigit per Franco Ghione. Durant la producció, Arié va participar en una gravació de la mateixa òpera per a EMI, amb Callas, di Stefano i Tito Gobbi, dirigida per Tullio Serafin. També disponible a EMI, en DVD, l'actuació d'Arié el 1964 del Rèquiem de Verdi, dirigida per Carlo Maria Giulini.

## Enregistraments (selecció)[2]
| Ària                            | Òpera                | Compositor |
| ------------------------------- | -------------------- | ---------- |
| Ella giammai m'amò              | Don Carlo            | Verdi      |
| Credeasi misera                 | I puritani           | Bellini    |
| Chi mi frena in tal momento     | Lucia di Lammermoor  | Donizetti  |
| Notte e giorno faticar          | Don Giovanni         | Mozart     |
| Don Giovanni a cenar teco       | Don Giovanni         | Mozart     |
| Ah! per sempre io ti perdei     | I puritani           | Bellini    |
| Il lacerato spirito             | Simón Bocanegra      | Verdi      |
| Suoni la tromba                 | I puritani           | Bellini    |
| Cruda funesta smania            | Lucia di Lammermoor  | Donizetti  |
| Ave Signor                      | Mefistofele          | Boito      |
| Ho capito Signor si!            | Don Giovanni         | Mozart     |
| Wer ein Liebchen hat gefunden   | Entführung aus dem   | Mozart     |
| Solche hergelaufne Laffen       | Entführung aus dem   | Mozart     |
| Tu non sai con quei begli occhi | La sonnambula        | Bellini    |
| Tom Rakewell?                   | Rake's Progress, The | Stravinski |
| Ich gehe doch rate ich dir      | Entführung aus dem   | Mozart     |
| Vieni o Levita                  | Nabucco              | Verdi      |
| E lui desso l'infante           | Don Carlo            | Verdi      |
| Ah! taci ingiusto core          | Don Giovanni         | Mozart     |
| Ah! fu giusto il mio sospetto   | Luisa Miller         | Verdi      |
| O statua gentilissima           | Don Giovanni         | Mozart     |
| Ah! vieni al tempio             | I puritani           | Bellini    |
| Se tradirmi tu potrai           | Lucia di Lammermoor  | Donizetti  |
| In un coupé?                    | La Bohème            | Puccini    |
| La pietade in suo favore        | Lucia di Lammermoor  | Donizettti |
| Fermati scellerato!             | Don Giovanni         | Mozart     |
| Appressati Lucia                | Lucia di Lammermoor  | Donizetti  |
| T'allontana sciagurato          | Lucia di Lammermoor  | Donizetti  |
| Non ti fidar o misera           | Don Giovanni         | Mozart     |
| Eh! via buffone                 | Don Giovanni         | Mozart     |